# Domaine de Ryūkyū
Pour les articles homonymes, voir Ryūkyū (homonymie).

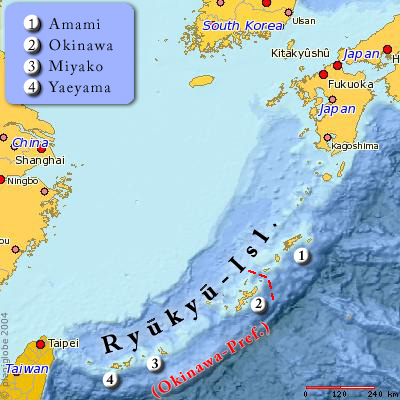
La province de Ryūkyū comprend les îles Ryūkyū, y compris la préfecture d'Okinawa.

Le domaine de Ryūkyū (琉球藩, Ryūkyū-han) est un domaine (han) éphémère du Japon dans la zone de l'actuelle préfecture d'Okinawa constitutés des îles Ryūkyū. L'histoire du domaine ne s'étend que de 1872 jusqu'en 1879.

## Histoire
Le royaume de Ryūkyū est vassal de la Chine impériale sous la dynastie Ming à qui elle verse un tribut.
En 1609, le clan Shimazu envahit et conquiert des îles au nord de l'archipel. le force à devenir son vassal également[réf. nécessaire]. Sous la dynastie Qing de Chine impériale, le royaume continue à payer un tribut et pratiquer des échanges.
En mars 1871, le Japon, représenté par Yanagiwara Sakimitsu (ja) signe un traité d'amitié avec la Chine (chinois : 《中日修好条规》 ; japonais : ({{{2}}})) qui reconnaît la double dépendance du royaume de Ryükyü.
En 1872, l'empereur du Japon nomme Shō Tai, roi du royaume de Ryūkyū (Ryūkyū-koku-ō (琉球國王) : shinjitai : 琉球国王), roi du domaine de Ryūkyū (Ryūkyū-han-ō (琉球藩王)) et l'intègre dans la liste de pairie kazoku sans son consentement. De ce fait, le royaume de Ryūkyū est reconfiguré en domaine de Ryūkyū (Ryūkyū-han (琉球藩)),,. Le roi et l'aristocratie des Ryūkyū se voient accorder des terres et des allocations de soutien durant cette période. L'administration du domaine de Ryūkyū est établie sous la juridiction du ministère japonais des Affaires étrangères.
Après l'expédition de Taïwan de 1874, le rôle du Japon en tant que protecteur du peuple des Ryūkyū est reconnu, mais la souveraineté des îles Ryūkyū reste indéterminée. La fiction de l'indépendance est maintenue pour des raisons diplomatiques.
En 1875, la juridiction administrative sur les Ryūkyū est transférée du ministère des Affaires étrangères au ministère japonais des Affaires intérieures.

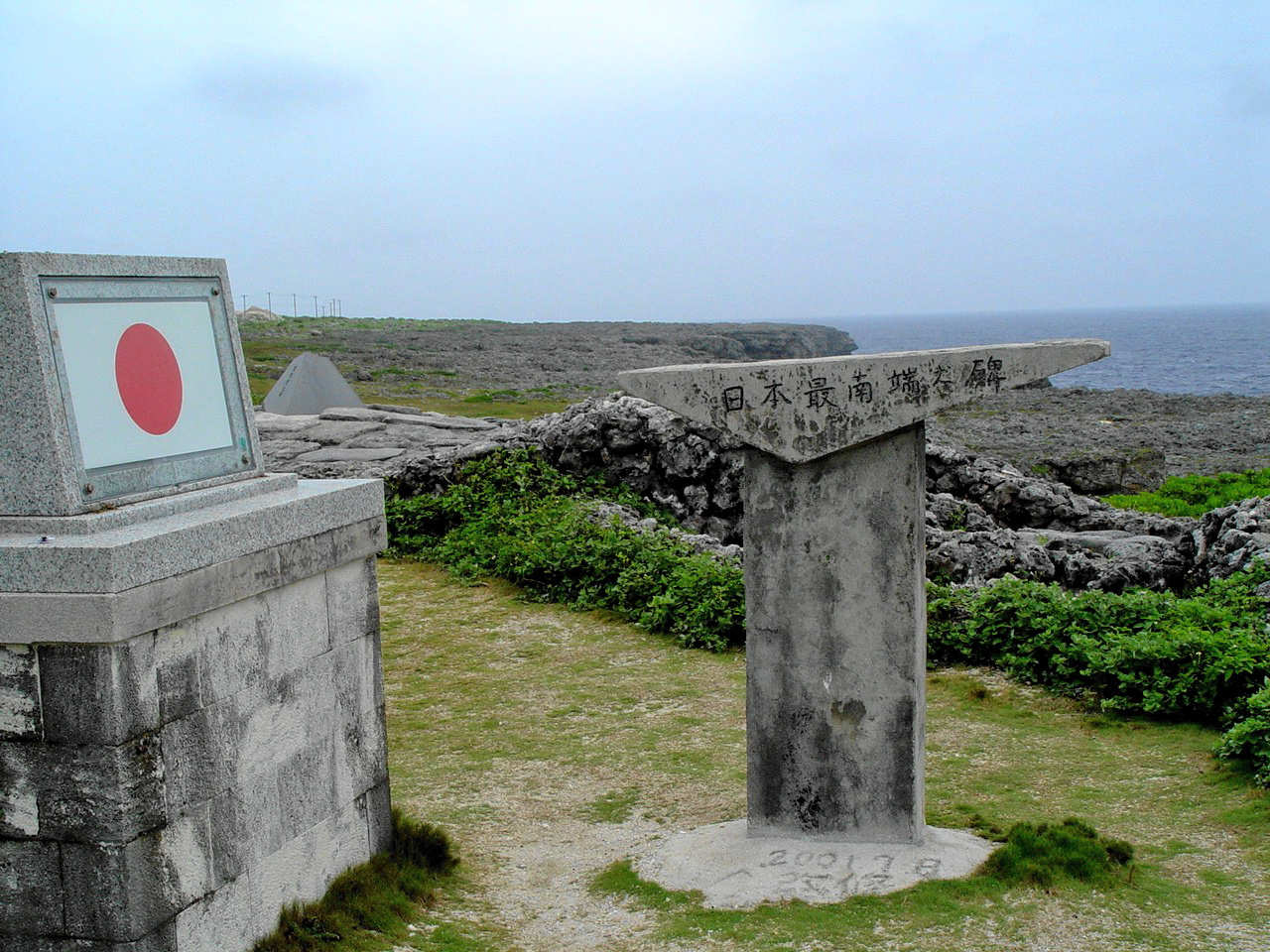
Ce monument marque le point le plus méridional du Japon, situé sur l'île Hateruma dans les îles Yaeyama.

Après 1879, les îles Ryūkyū deviennent partie intégrante du Japon. L'administration de l'archipel est réorganisée en tant que préfecture d'Okinawa.